# Narodni muzej umetnosti Romunije
Narodni muzej umetnosti Romunije (romunsko Muzeul Național de Artă al României) je v Kraljevi palači na Trgu revolucije v središču Bukarešte. Hrani zbirke srednjeveške in sodobne romunske umetnosti, pa tudi mednarodno zbirko, ki jo je sestavila romunska kraljevska družina.
Od 15. julija do 2. oktobra 2005 je bila v njem razstava Sence in svetloba. Predstavljena so bila štiri stoletja francoske umetnosti, kar je bila največja razstava francoskih slik v srednji in vzhodni Evropi od leta 1945. Razstavljenih je bilo 77 del, vključno z mojstrovinami slikarjev, kot so Poussin, Chardin, Ingres, David, Delacroix, Corot, Paul Cézanne, Matisse, Picasso in Braque.

## Zgodovina
Muzej je bil poškodovan leta 1989 med romunsko revolucijo, ko je bil odstavljen Nicolae Ceaușescu. Leta 2000 je bil del muzeja ponovno odprt za javnost. V njem sta sodobna romunska in mednarodna zbirka. Celovita srednjeveška umetniška zbirka, v kateri so zdaj dela, ki so bila ohranjena v samostanih, uničenih v obdobju vladanja Ceaușesca, je bila spet odprta spomladi leta 2002. V dveh dvoranah so začasne razstave.
Sodobna romunska zbirka obsega skulpture, ki so jih ustvarili Constantin Brâncuși, Milița Petrașcu in Dimitrie Paciurea, ter slike, ki so jih ustvarili Theodor Aman, Nicolae Grigorescu, Theodor Pallady, Gheorghe Petrașcu in Gheorghe Tattarescu.
Mednarodna zbirka obsega dela starih mojstrov, kot so Domenico Veneziano, El Greco, Tintoretto, Jan van Eyck, Jan Brueghel starejši, Peter Paul Rubens in Rembrandt, poleg tega pa tudi dela impresionistov, kot sta Claude Monet in Alfred Sisley. Med najbolj znanimi deli v zbirki starih mojstrov so portret pevca Farinellija, delo Jacopa Amigonija, Križanje Antonella da Messine in Kristus, privezan k stebru Alonsa Cana.

## Razstave
V južnem delu stavbe je bil leta 2000 ponovno odprt Evropski muzej umetnosti. Zbirka slik je bila urejena na podlagi 214 umetniških del iz zbirke kralja Karla I., ki so jim dodali slike drugih članov kraljeve družine. Kraljeva zbirka je vsebovala slike El Greca, Rembrandta, Brueghla starejšega, Rubensa in Domenica Veneziana.
Spomladi 2001 je bila ponovno odprta romunska galerija moderne umetnosti. Slike so v mezaninu in v drugem nadstropju krila stavbe. V mezaninu so zgodnja romunska slikarska dela (Nicholas Polcovnicul, Eustathius Altini, Anton Chladek, Livaditti Niccolo Giovanni Schiavoni, Carol Wahlstein Constantin Daniel Rosenthal, John Negulici, Constantin Lecca, Carol Popp de Szathmary) skupaj s portreti družinskih članov in nekaj krajin.
| V oddelku sodobne romunske umetnosti so predstavljeni slikarji: - Nicolae Grigorescu - Stefan Luchian - Cecilia Cuțescu-Storck - Nicolae Tonitza - Herman Maxy - Victor Brauner | Druge pomembne slike, ki so dela neromunskih slikarjev, so: - Bernardino Licinio: Vrnitev bratovega sina - Hans von Aachen; Tri lepotice - Aegidius Sadeler: Dvorana Hradčani - Bartholomäus Zeitblom: Sveta Barbara - Claude Monet: Camille v zeleni obleki - Paul Signac: Gate |